# 阪神タイガース (ファーム)
阪神タイガース（はんしんタイガース、英: Hanshin Tigers）のファームは、日本のプロ野球球団・阪神タイガースの下部組織として設置されているファームチームである。ウエスタン・リーグの球団のひとつ。運営法人は一軍と同様、株式会社阪神タイガース（HANSHIN Tigers Co., Ltd.）。

## 歴史
2リーグ分裂に際し毎日オリオンズ（現・千葉ロッテマリーンズ）による大量の選手引き抜きに遭ったことを直接の契機として、大阪タイガース（1961年に阪神タイガースと改称）の選手育成を諮る目的で1950年に創設された。同年夏、巨人二軍・松竹二軍と共に北海道巡業を実施。11月24日、10チームが参加した「日本マイナーチームトーナメント大会」の決勝戦において南海ホークス二軍に敗れ準優勝に終わる。
その後は主に一軍の前座試合を行っていたが、1952年に結成された関西ファーム・リーグへ参加。1954年、関西ファーム・リーグを脱退しセ・リーグ加盟球団の二軍により構成される新日本リーグに参加する。この際、各球団とも一軍とは別の球団名と本拠地を設定することになり阪神ジャガーズ（HANSHIN Jaguars）と改称、神戸市長田区の神戸市民運動場野球場を本拠地とした。一軍より7年早く「阪神」を冠した理由については、本拠地が神戸市、しかも西部の長田区なのに「大阪」では不適当との判断ではないかとされている。
新日本リーグの1954年後期シーズンで優勝し、2戦先取制の優勝決定戦で前期優勝の読売ジュニアジャイアンツと対戦、2勝1敗で優勝する。翌1955年、関西ファーム・リーグを母体として新たに結成されたウエスタン・リーグに参加。1957年には一軍より4年早く阪神タイガースと改称した。その後、1979年には阪神国道線の廃止（1975年）により、尼崎市の浜田車庫跡地に建設した阪神浜田球場に本拠地を移転、1995年からは浜田球場の老朽化に伴って当時としては最新鋭の施設を整えた西宮市の阪神鳴尾浜球場を本拠地として活動。
2010年から2012年には「育成担当コーチ」が3〜4名に増員された他、「育成チーム」による強化試合（社会人野球や独立リーグ、および3・8月限定の大学野球との交流戦）が組まれていた。2013年以降、育成選手との契約解除やドラフト方針の転換による育成選手の減少を背景に「育成担当コーチ」及び「育成チーム」は事実上廃止されたが、2016年より再び「育成コーチ」を新設。2021年現在も公式に「三軍」と呼ばれる組織はないが、若干名の「育成コーチ」が在籍し、育成選手・研修生（事実上の練習生）への指導や故障で戦線を離脱している選手のリハビリやトレーニングを担当している。2016年から2017年まで二軍監督を務めていた掛布雅之は、三軍の創設に意欲を見せる発言をしていた。
また、掛布の二軍監督就任を背景として鳴尾浜球場の収容定員（約500人）を超える観客動員を記録する試合が増加。老朽化に加え敷地スペースの関係で施設の増築が難しく、現状では手狭になる恐れがあるとして本拠地移転を計画、神戸総合運動公園野球場などが候補地に挙がり「タイガースタウン」や三軍の創設なども報じられる中、最終的には2025年を目処として尼崎市小田南公園へ移転することを決定した。
2025年、尼崎市のゼロカーボンベースボールパーク内に新設された日鉄鋼板SGLスタジアム尼崎に本拠地を移転。3月1日、こけら落としで阪神対広島の春季教育リーグの試合が行われた。また、同年は期間限定で「阪神ジャガーズ」ユニフォームを着用する予定。

## 沿革
- 1950年 - 結成、11月開催のプロ野球二軍選手権で準優勝
- 1952年 - 関西ファーム・リーグに参加
- 1954年 - 関西ファーム・リーグを脱退し、新日本リーグに参加。阪神ジャガーズと改称し、神戸市民運動場野球場を本拠地とする
- 1955年 - ウエスタン・リーグに参加
- 1957年 - 阪神タイガースと改称（一軍の改称は1961年）
- 1979年3月30日 - 浜田球場完成し、同球場を本拠地とする
- 1994年10月7日 - 新しい本拠地・練習場となる鳴尾浜球場完成
- 1995年 - 鳴尾浜球場を新本拠地として本格的に使用開始
- 2025年 - 本拠地を日鉄鋼板SGLスタジアム尼崎に変更

## 監督・コーチ

### 歴代監督
- 1950年 - 1952年 ： 森田忠勇
- 1953年 - 1954年 ： 御園生崇男 （第1次）
- 1955年 - 1956年 ： 河西俊雄
- 1957年 ： 御園生崇男 （第2次）
- 1958年 - 1959年 ： 金田正泰
- 1959年 ： 後藤次男
- 1960年 - 1961年 ： 塚本博睦
- 1962年 - 1963年 ：  小柴重吉
- 1964年 - 1965年 ： 白坂長栄 （第1次）
- 1966年 - 1969年 ： 岩本章良
- 1970年 ： 三宅培司
- 1971年 - 1974年 ： 白坂長栄 （第2次）
- 1975年 ： 藤村隆男 （第1次）
- 1976年 ： 西山和良 （第1次）
- 1977年 ： 安藤統男 （第1次）
- 1978年 ： 西山和良 （第2次）
- 1979年 - 1980年 ： 藤村隆男 （第2次）
- 1981年 ： 安藤統男 （第2次）
- 1982年 ： 谷本稔
- 1983年 - 1987年 ： 中村勝広
- 1988年 ： 河野旭輝 （第1次）
- 1989年 ： 藤井栄治
- 1990年 - 1991年 ： 石井晶
- 1992年 - 1994年 ： 河野旭輝 （第2次）
- 1995年 ： 藤田平 ※1
- 1995年 - 1996年 ： 野田征稔 ※1
- 1997年 - 1998年 ： 和田博実
- 1999年 - 2002年 ： 岡田彰布
- 2003年 - 2005年 ： 木戸克彦
- 2006年 ： 島野育夫 ※2
- 2007年 - 2010年 ： 平田勝男
- 2011年 - 2012年  ： 吉竹春樹
- 2013年 - 2014年  ： 平田勝男 （第2次）
- 2015年 ： 古屋英夫
- 2016年 - 2017年  ： 掛布雅之
- 2018年 ： 矢野燿大
- 2019年 - 2022年： 平田勝男 （第3次）
- 2023年 - 2024年： 和田豊
- 2025年 - ： 平田勝男 （第４次）

※1 1995年7月24日、藤田平の一軍監督代行就任に伴い、シーズン終了まで野田征稔が代行
※2 2006年4月26日から胃潰瘍により長期入院、シーズン中は立石充男が代行

### 育成チーフコーチ
※実質的な三軍チームを統括する人物（三軍監督に同じ）
- 2009年まで : 不明
- 2010年 - 2011年：立石充男
- 2011年 ：八木裕
- 2013年 - ：専門の育成チーフコーチは置かず（実質二軍監督が兼任）

## 本拠地

### 歴代本拠地
全て兵庫県内。

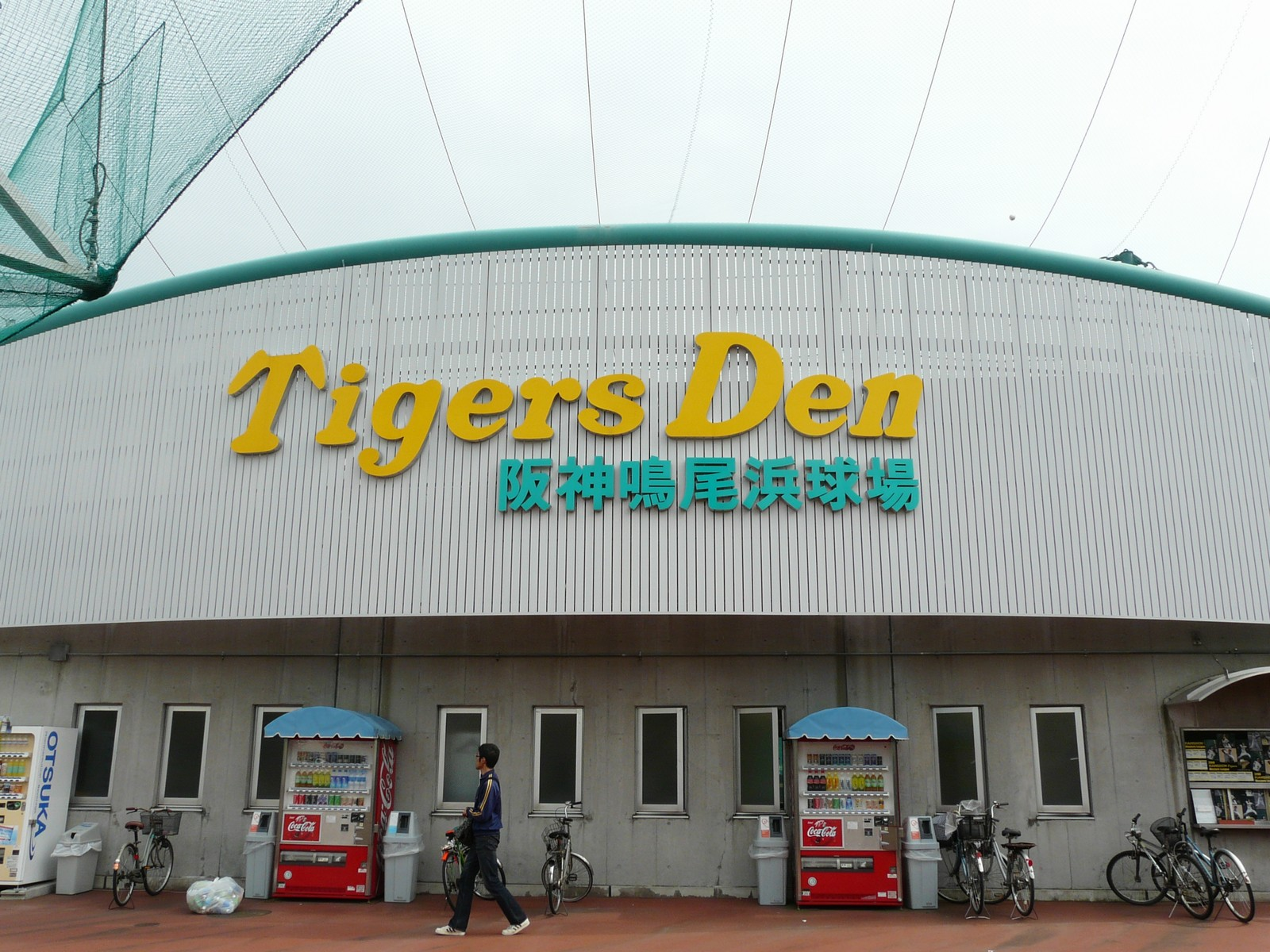
阪神鳴尾浜球場（2008年）

- 1954年 - 1955年?：神戸市民運動場野球場（神戸市長田区）
  - （この間は阪神甲子園球場を使用）
- 1979年 - 1994年：阪神浜田球場（尼崎市）
- 1995年 - 2024年：阪神鳴尾浜球場（西宮市）
- 2025年 - 　　　：日鉄鋼板SGLスタジアム尼崎（尼崎市）

## ファーム日本選手権成績
| 年度   | 球場                             | 勝利チーム           | スコア | 敗戦チーム           | MVP（阪神選手） |
| ------ | -------------------------------- | -------------------- | ------ | -------------------- | --------------- |
| 1998年 | 宜野湾市立野球場                 | ヤクルトスワローズ   | 4 - 1  | 阪神タイガース       |                 |
| 1999年 | 浦添市民球場                     | 阪神タイガース       | 7 - 3  | 日本ハムファイターズ | 濱中治          |
| 2001年 | 松山坊ちゃんスタジアム           | 西武ライオンズ       | 5 - 0  | 阪神タイガース       |                 |
| 2002年 | 松山坊ちゃんスタジアム           | 阪神タイガース       | 16 - 3 | 西武ライオンズ       | 藤原通          |
| 2003年 | 長野オリンピックスタジアム       | 阪神タイガース       | 3 - 0  | 日本ハムファイターズ | 早川健一郎      |
| 2005年 | 神戸スカイマークスタジアム       | 千葉ロッテマリーンズ | 7 - 5  | 阪神タイガース       |                 |
| 2006年 | 山形県野球場                     | 阪神タイガース       | 6 - 0  | 千葉ロッテマリーンズ | 中村泰広        |
| 2010年 | ハードオフエコスタジアム新潟     | 千葉ロッテマリーンズ | 6 - 5  | 阪神タイガース       |                 |
| 2018年 | KIRISIMAサンマリンスタジアム宮崎 | 阪神タイガース       | 8 - 4  | 読売ジャイアンツ     | 熊谷敬宥        |
| 2021年 | ひなたサンマリンスタジアム宮崎   | 阪神タイガース       | 3 - 2  | 千葉ロッテマリーンズ | 遠藤成          |